# 4 Horas de Portimão
As 4 Horas de Portimão são uma corrida de resistência realizada no Autódromo Internacional do Algarve. A corrida foi criada em 2009 para a Le Mans Series sob a designação de 1000 km do Algarve. Desde 2017 é disputada no formato de 4 horas a contar para a European Le Mans Series.

## História
Os 1000 Quilómetros do Algarve foram disputados pela primeira vez em 2009 e foram a terceira etapa da Le Mans Series. A corrida foi vencida pela Pescarolo Sport, enquanto a Quifel ASM Team venceu a categoria LMP2, a Alphand Aventures venceu a categoria GT1 e a JMW Motorsport venceu a categoria GT2. A corrida foi realizada novamente em 2010, e novamente foi a terceira rodada da Le Mans Series. Desta vez, a Team Oreca Matmut conquistou a vitória geral, enquanto a RML venceu a categoria LMP2, a DAMS venceu a categoria Fórmula Le Mans, a AF Corse venceu a categoria GT2 e a Larbre Competition venceu a categoria GT1. Em 2011, a ronda portuguesa da Le Mans Series utilizou o Autódromo do Estoril, e os 1000 km do Algarve não foram percorridos desde então.
Em 2017 Portimão ocupou o lugar do Estoril no calendário da European Le Mans Series, numa corrida de 4 horas.
Em 2023, devido ao cancelamento da 4 Horas de Imola a contar para a European Le Mans Series, o Autódromo do Algarve recebeu uma ronda dupla no fim de semana de 20 a 22 de Outubro. As duas provas foram baptizadas de 4 Horas do Algarve e 4 Horas de Portimão.

## Resultados
| Ano                      | Pilotos                                              | Equipa            | Carro                        | Tempo                  | Distância       | Campeonato              |                 |                 |                 |                 |
| Formato 1000 km          | Formato 1000 km                                      | Formato 1000 km   | Formato 1000 km              | Formato 1000 km        | Formato 1000 km | Formato 1000 km         | Formato 1000 km | Formato 1000 km | Formato 1000 km | Formato 1000 km |
| ------------------------ | ---------------------------------------------------- | ----------------- | ---------------------------- | ---------------------- | --------------- | ----------------------- | --------------- | --------------- | --------------- | --------------- |
| 2009                     | Jean-Christophe Boullion Christophe Tinseau          | Pescarolo Sport   | Pescarolo 01 Evo             | 5:49:04.176            | 1000 km         | Le Mans Series          |                 |                 |                 |                 |
| 2010                     | Olivier Panis Stéphane Sarrazin Nicolas Lapierre     | Team Oreca Matmut | Peugeot 908 HDi FAP (Diesel) | 5:48:30.820            | 1000 km         | Le Mans Series          |                 |                 |                 |                 |
| 2011–2016: não realizado |                                                      |                   |                              |                        |                 |                         |                 |                 |                 |                 |
| Formato 4 horas          |                                                      |                   |                              |                        |                 |                         |                 |                 |                 |                 |
| Ano                      | Pilotos                                              | Equipa            | Carro                        | Voltas                 | Duração         | Campeonato              |                 |                 |                 |                 |
| 2017                     | James Allen Richard Bradley Gustavo Yacamán          | Graff             | Oreca 07                     | 139 voltas (646,64 km) | 4 horas         | European Le Mans Series |                 |                 |                 |                 |
| 2018                     | Filipe Albuquerque Philip Hanson                     | United Autosports | Ligier JS P217               | 140 voltas (651,69 km) | 4 horas         | European Le Mans Series |                 |                 |                 |                 |
| 2019                     | Paul-Loup Chatin Paul Lafargue Memo Rojas            | IDEC Sport        | Oreca 07                     | 106 voltas (492,95 km) | 4 horas         | European Le Mans Series |                 |                 |                 |                 |
| 2020                     | Roman Rusinov Mikkel Jensen Nyck de Vries            | G-Drive Racing    | Aurus 01                     | 147 voltas (683,72 km) | 4 horas         | European Le Mans Series |                 |                 |                 |                 |
| 2021                     | Jonathan Aberdein Tom Gamble Philip Hanson           | United Autosports | Oreca 07                     | 130 voltas (604,89 km) | 4 horas         | European Le Mans Series |                 |                 |                 |                 |
| 2022                     | Louis Delétraz Ferdinand Habsburg Juan Manuel Correa | Prema Racing      | Oreca 07                     | 126 voltas (586,28 km) | 4 horas         | European Le Mans Series |                 |                 |                 |                 |
| 2023 4 Horas do Algarve  | Marino Sato Philip Hanson Oliver Jarvis              | United Autosports | Oreca 07                     | 120 voltas (558,00 km) | 4 horas         | European Le Mans Series |                 |                 |                 |                 |
| 2023 4 Horas de Portimão | Marino Sato Philip Hanson Oliver Jarvis              | United Autosports | Oreca 07                     | 97 voltas (442,32 km)  | 4 horas         | European Le Mans Series |                 |                 |                 |                 |
| 2024                     | Lorenzo Fluxá Malthe Jakobsen Ritomo Miyata          | Cool Racing       | Oreca 07                     | 127 voltas (590,93 km) | 4 horas         | European Le Mans Series |                 |                 |                 |                 |